# 爆龍 (荒巻義雄 艦隊シリーズ)
爆龍（ばくりゅう）は、架空戦記『紺碧の艦隊』に登場する架空の爆撃機。
本項では派生型である爆龍改（ばくりゅうかい）、後継機である鮫龍（こうりゅう）についても扱う。

## 概要
本機は敵国の重要施設をピンポイント攻撃する艦上爆撃機であり、端的に言えば爆弾倉と増槽が一纏めになって無人特攻機となっている。このため連結状態では複葉機に見えてしまうがこれによりカナード効果を得る事が出来、迎撃をかわしてしまう事も可能となった。航空母艦での離着艦は不可能であるため、作戦終了後は味方基地に降りることが無ければ不時着水して乗員だけ拾う使い捨てである。
後世照和17年4月18日、新鋭超重爆『B-30』による帝都空襲作戦が行われた事は、初期配備段階だった局戦『蒼萊』編隊を用いて全機撃墜した戦果以上に軍上層部に衝撃をもたらした。それは、日本のみならずアメリカも技術進歩のペースが前世より速かった事を思い知らされたためである。事態を重く見た大本営や紺碧会は、開発段階である『空中戦艦 富士』が時局に間に合わない可能性があると判断、それに代わる『米聖域内最重要拠点』への特攻爆撃機構想を立案する事となった。すでに鹵獲した米戦艦群を『実験的改造艦』にする構想が挙がっており、紺碧会での前世戦史研究や戦術討議の結果、前世無用の長物で終わってしまった『航空戦艦・航空巡洋艦構想』を元に、前世米国が帝都空襲で用いた『足の長い陸軍重爆機での奇襲』や大戦末の『一式陸攻などによる桜花運搬・特攻作戦』を合わせたような、『大型誘導弾を抱いた重爆を艦載し、敵心臓部を叩く』特務航空母艦構想が生まれたものと思われる。

### 諸元
- 全長:16.1m
- 全幅:20.6m
- 自重:8,990kg
- 最高速度:485km/h
- 航続距離:4,500km以上
- 乗員:3名

### 武装
- 25mm旋回機銃（可視光線式測距儀付）:4[2]
- 1t爆弾:1[3]

### 爆龍改
爆龍の『爆撃飛行弾』を流用・改修して大型フロートを装備、後部旋回銃座を廃してKMXも取り付け水上機化した、現地改修型の対潜哨戒機。紅玉艦隊に対する独潜の群狼戦術により爆龍搭載艦が減ってしまったため、運用艦を無くした機体2機を改修して暫定運用していた。原作では登場せず、コミック・OVAのみである。

#### 諸元
- 全長:19.75m
- 全幅:20.6m
- 自重:8,880kg
- 最高速度:390km/h
- 航続距離:7,100km
- 乗員:4名

#### 武装
- 25mm連装機銃:1
- KMX磁気探知機

## 劇中での活躍
照和十八年十一月、高杉艦隊、紅玉艦隊連動による一大陽動作戦『弦月作戦』において、日本海軍の北米西岸地域への大攻勢による米軍指揮系統混乱の間隙を突き、米ロスアラモス原爆研究所を8機から成る爆龍編隊で強襲、見事破壊に成功し米原爆開発に深刻なダメージを与えた。この直後、米大統領ヘンリー・ルーズベルトはストレスによる脳溢血により死亡している。
本来、この作戦は『空中戦艦 富士』を持っての奇襲作戦となる筈であったがエンジンの問題などで完成が遅れたため、軍令部が知恵を絞って『弦月作戦』を立案、完成が間に合った本機が主任務を受け持つ事となった。
自重の性もあり「奇襲機」としては鈍足なため、（『弦月作戦』の戦訓から）分離式の「爆撃飛行弾」は後に噴式誘導型の5トン爆弾に改められたものの機体損耗が相次ぎ、照和二十二年秋の『バスラ港攻撃作戦』において2機撃墜、2機海没となり参加機全てを失った。
「対潜哨戒水偵」として改修された爆龍改2機は紅玉艦隊自衛用に運用されたが、『対潜攻撃能力』が無く、改修によって自重が増えてしまい速度も低下してしまったため、余り役に立ったとは言えなかった。

## 鮫龍
爆龍の後継機として開発された特殊噴式奇襲機。米利蘭土型の格納庫に収容するため主翼を可変翼にしているのが特徴。
コミック版での機体形状は、旧ソ連ツポレフ設計局で開発された超音速爆撃機『Tu-22』に『Tu-22M』風の可変翼に置き換えたような形状で、機首誘導弾手席を前世陸爆機風に書き換えたモノである。そのためか特徴的な『背負式配置エンジン』をとっているが、機体全長はその半分余りでしかなく全長や自重はむしろ、OVA版が参考にしたF-111に近い。

### 諸元
- 全長:23.18m
- 全幅
  - 主翼格納時:21.75m
  - 主翼展張時:27.64m
- 自重:19,900kg
- 最高速度:970km/h（高度　10,700m）
- 航続距離:5100km
- 乗員:5名

### 武装
- 20mm機関砲:2
- 5t無線誘導弾:1[5]

## 劇中での活躍
照和二十三年の独逸印度攻略軍相手の「カマイタチ作戦」において、アラビア海カチャワル半島沖より紅玉艦隊から発進した鮫龍2機はデリー市郊外に建つ宮殿を接収して設けられた「独軍デリー総司令部」併設の通信施設破壊を目指したものの、2番機が対空砲火に被弾し総司令部に墜落し乗員全員が戦死している。作戦目的の「通信設備破壊」は1番機によって成功し、2番機が墜落した司令部にいたロンメル元帥は一命を取り留めたものの重傷を負ったため数日間指揮が取れず、「カマイタチ作戦」は成功に終わっている。
以後の活躍は描かれていない。

## メディア毎の相違

### 爆龍
コミック版では二重反転ペラを機首に持つ(空冷星型特有の)やや武骨な機体形状をしており、有人型旋回銃座を操縦席上方に備えているが、OVA版では水冷倒立V12エンジン二基を串形配置にした、流線型の形状となって前述の銃座もキャビンからの遠隔操作式になっている。
また、尾部機銃座はOVAには無く、代わりに下記『爆龍改』では磁気探知機(KMX)が収まっている「テールコーン」が既に着いていた。機体カラーは、コミック版カバーの『一般海軍機』然とした濃緑色から、OVAでは『星電改』同様の鮮やかなマリンブルーに変更されている。

#### 爆龍改
原作では『独Uボート戦隊により苦境に陥っている』としか触れられなかった、紅玉艦隊の奮戦を描くために急遽設定された機体だが、『現地改修機』として上手くまとめられている。機体カラーもコミック版爆龍と同じ『一般海軍機』カラーに戻された。急拵えの機体ゆえ、余り役に立てなかったのはコミック・OVAとも共通。

### 鮫龍
OVA版での外観はF-111のエンジンを機体から離したものになっていた。また、デリー攻撃の際に双方ともダメージを受けることなく生還している。

## 注記
1. ↑  試験機での操縦テスト中、誤って下部爆撃飛行弾の方向舵を操作した事で偶然発見され、その後の試験の末に正式戦術化された。
2. ↑  胴体上部旋回銃座2挺、尾部旋回銃座2挺
3. ↑  下部の分離式『爆撃飛行弾（双発エンテ型）』内に搭載。分離後は無線誘導途絶時などに自動投下機能付。
4. ↑  艦上対潜哨戒機『雲電』『仙狩』の登場、紅玉艦隊の解散もあり、まさに『暫定運用』で終わってしまったが、短い戦歴は対独潜哨戒の貴重なデータを残したと思われる。
5. ↑  『バスラ港攻撃作戦』で使われたのと同様の、分離型噴式誘導弾。合体時の推力強化や変則機動操舵に役立った爆龍の『爆撃飛行弾』のように使う事は出来なかった。